# 신숙주 초상
신숙주 초상(申叔舟 肖像)은 충청북도 청주시에 있는 초상화이다. 1977년 11월 15일 대한민국의 보물 제613호로 지정되었다.
신숙주초상(申叔舟肖像)은 조선 전기의 문신인 보한재 신숙주(1417∼1475)의 초상화로 가로 109.5cm, 세로 167cm이다. 신숙주는 글에 능하고 학식이 뛰어나 훈민정음 창제에도 참여하였다.
이 초상화는 초록색 관복을 입고 오른쪽을 바라보며 의자에 앉아 있는 모습이다. 가슴에는 구름과 기러기 문양의 흉배를 하고 있는데, 이는 조선시대 처음으로 나타나는 흉배형식으로 문관 2품 때의 그림임을 알 수 있다. 얼굴의 음영처리나 표현 기법을 보아 성종 6년(1475)에 새롭게 고쳐진 이후에도 여러번 수정, 보완된 것으로 보이나, 얼굴이 자연스러우면서도 세심하게 채색되었으며, 의복의 윤곽선과 색의 표현도 뛰어나다.
이 영정은 신숙주의 성격, 인품 등을 잘 표현하였으며, 채색이나 선의 묘사도 뛰어나 예술적 가치가 높은 작품이다.

## 같이 보기
- 신숙주

## 참고 자료
- 신숙주초상 - 국가유산청 국가유산포털